# Lasik Roitschwantz
Lasik Roitschwantz ist eine literarische Figur. Sie ist die Titelgestalt des satirischen Romans Das bewegte Leben des Lasik Roitschwantz (russisch Бурная жизнь Лазика Ройтшванеца, wörtlich: Das stürmische Leben des Lasik Roitschwantz) von Ilja Ehrenburg.
Der Roman entstand 1927 während des Aufenthaltes des Verfassers in Paris. Das Buch wurde zuerst 1928 in russischer Sprache im Berliner Petropolis-Verlag veröffentlicht; die deutsche Übersetzung erschien 1929 im Rhein-Verlag. In der Sowjetunion konnte er hingegen erst 1989 publiziert werden.
Lasik Roitschwantz, der jüdische „Männerschneider“ aus Homel in Weißrussland, heute im Südosten von Belarus, versucht sich den Zuständen in der Sowjetunion während der Neuen Ökonomischen Politik der 1920er Jahre anzupassen und trotzdem kommt er mehrmals ins Gefängnis. Er versucht sein Glück in Tula als Kaninchenzüchter, als revolutionärer Literaturkritiker in Moskau, kommt nach Warschau, Posen, nach Königsberg in Preußen, Berlin, Magdeburg, Stuttgart, Mainz, Frankfurt am Main, Paris. London und endlich nach Palästina, wo er neben dem Grab Rahel, der Tochter Labans und Ehefrau Jakobs stirbt.
In Tula wurde er in der Gouvernementsverwaltung als Referent für Kaninchenzucht angestellt. Leider wurde das erste Kaninchenpaar von streunenden Hunden totgebissen. Da Roitschwantzs Vorgesetzten von ihm nur Erfolgsmeldungen erwarteten, meldete er immer größere Herden nicht vorhandener Kaninchen. In Berlin wurde Lasik als Filmschauspieler gefeiert. Als Rabbiner in Frankfurt erlaubte er den dortigen Juden unkoschere Speisen zu essen. In Paris traf er russische Künstler und bald wurde er als Avantgardemaler gefeiert. In London wurde er der Spionage beschuldigt.
Die Erzählung über Roitschwantzs Abenteuer wird oft durch chassidische Legenden und Gleichnisse aus der jüdischen Religion über den gütigen Jahwe, der den armen Juden aus der ausweglosen Lage hilft, unterbrochen.

## Ausgaben
- Бурная жизнь Лазика Ройтшванеца. Petropolis, Berlin 1928.
- Das bewegte Leben des Lasik Roitschwantz. Übersetzung: Waldemar Jollos. Rhein, Basel 1929.
- Das bewegte Leben des Lasik Roitschwantz. Aus dem Russischen übertragen von Waldemar Jollos. Verlag Volk und Welt, Berlin 1985.
- Das bewegte Leben des Lasik Roitschwantz. Aus dem Russischen übertragen von Waldemar Jollos. Die Andere Bibliothek, Berlin 2016, ISBN 978-3-8477-0375-4.

### Deutsche Übersetzung
Die Übersetzung von Waldemar Jollos ist in allen deutschen Veröffentlichungen übernommen worden. Gemäß der Rezension von Joseph Wälzholz basiert der Volk-und-Welt-Band (DDR-Ausgabe) zwar auf dieser Übersetzung, diese sei aber von Thomas Reschke kritisch durchgesehen worden. Wälzholz kritisiert, dass der Neudruck in der „Anderen Bibliothek“ diese sinnvollen Korrekturen nicht genutzt, sondern auf die unredigierte Übersetzung von Jollos zurückgegriffen habe.